# Presnel Kimpembe
Presnel Kimpembe (* 13. August 1995 in Beaumont-sur-Oise) ist ein französisch-kongolesischer Fußballspieler. Der Innenverteidiger steht bei Paris Saint-Germain unter Vertrag. 2018 wurde er mit der französischen Nationalmannschaft in Russland Weltmeister.

## Karriere

### Vereine
Kimpembe, Sohn einer haitianischen Mutter und eines kongolesischen Vaters, begann seine Karriere im Jahr 2002 beim AS Eragny FC und wechselte 2005 in die Jugend von Paris Saint-Germain. Dort kam er ab 2013 für die zweite Mannschaft zum Einsatz, die in der viertklassigen CFA spielte.
Am 17. Oktober 2014 debütierte Kimpembe beim 3:1-Auswärtssieg gegen den RC Lens in der Ligue 1, als er in der 75. Minute für Thiago Motta eingewechselt wurde. Mit dem Verein gewann er in der Spielzeit als Teil des Kaders die Meisterschaft sowie den nationalen Pokal, Ligapokal und Supercup. In der Spielzeit 2015/16 kam Kimpembe zu sechs Einsätzen in der Liga und gewann mit Paris erneut die Meisterschaft sowie alle nationalen Pokale. In der Saison 2016/17 entwickelte er sich zu einer festen Größe der Mannschaft und spielte 19-mal in der Ligue 1, die Paris hinter der AS Monaco als Vizemeister beendete. Am 14. Februar 2017 debütierte Kimpembe beim 4:0-Heimsieg im Achtelfinal-Hinspiel gegen den FC Barcelona in der Champions League. Das Rückspiel verlor er mit seiner Mannschaft mit 1:6 und schied aus, wobei Kimpembe die volle Spielzeit auf der Bank saß. Am Saisonende gewann er mit Paris wieder alle nationalen Pokalwettbewerbe. Seit der Spielzeit 2017/18 ist Kimpembe in der Pariser Innenverteidigung Stammspieler. In der Champions League scheiterte er in jener Saison mit seinem Team erneut im Achtelfinale, diesmal an Real Madrid. Mit Paris gewann Kimpembe seitdem weitere zahlreiche nationale Titel. In der Spielzeit 2019/20 erreichte er mit seiner Mannschaft das Finale der Champions League, unterlag dort jedoch dem FC Bayern München mit 0:1.
Sein Vertrag bei PSG läuft bis 2024.

### Nationalmannschaft
Kimpembe absolvierte am 12. Oktober 2014 bei der 0:3-Niederlage gegen Österreich in Bad Erlach ein Freundschaftsspiel für die kongolesische U21-Nationalmannschaft. Von März bis Juni 2015 kam er in sieben Spielen für die U20-Auswahl des französischen Verbandes zum Einsatz. Mit ihr gewann Kimpembe Anfang Juni 2015 das Turnier von Toulon. Ab September 2015 spielte er elfmal für die U21-Nationalmannschaft.
Am 27. März 2018 debütierte Kimpembe beim 3:1-Sieg im Testspiel gegen Russland in der französischen A-Nationalmannschaft. Im Mai 2018 wurde er von Nationaltrainer Didier Deschamps in den französischen Kader für die Weltmeisterschaft 2018 in Russland berufen. Im Turnier kam er einmal zum Einsatz und wurde mit seiner Mannschaft nach einem 4:2-Finalsieg über Kroatien Weltmeister.
Bei der Europameisterschaft 2021 gelangte er mit der französischen Auswahl bis ins Achtelfinale, ehe Frankreich dort gegen die Schweiz im Elfmeterschießen ausschied.

## Titel

### Nationalmannschaft
- Weltmeister: 2018
- UEFA-Nations-League-Sieger: 2021
- Sieger des Turniers von Toulon: 2015

### Verein
Kimpembe gewann alle Titel mit Paris Saint-Germain:
International
- Champions-League-Sieger: 2025

National
- Französischer Meister (9): 2015, 2016, 2018, 2019, 2020, 2022, 2023, 2024, 2025
- Französischer Pokalsieger (8): 2015, 2016, 2017, 2018, 2020, 2021, 2024, 2025
- Französischer Supercupsieger (9): 2014, 2015, 2016, 2017, 2018, 2019, 2020, 2022, 2023
- Französischer Ligapokalsieger (5): 2015, 2016, 2017, 2018, 2020